# الكيسة الكبدية
الكيسة الكبدية(بالإنجليزية: Hepatocystis epomophori)‏ هي نوع من الطفيليات الأولية. تنتقل عن طريق الذباب من جنس Culicoides وتصيب الثدييات.

## التصنيف
تم وصف هذا النوع في عام 1926 من قبل Rhodhain.

## الوصف
يشبه هذا النوع Hepatocystis brosseti وHepatocystis carpenteri .

## توزيع
تم العثور على هذا النوع في حوض الكونغو .

## المضيفون
يصيب هذا النوع خفاش الفاكهة 